# Pianokwartet

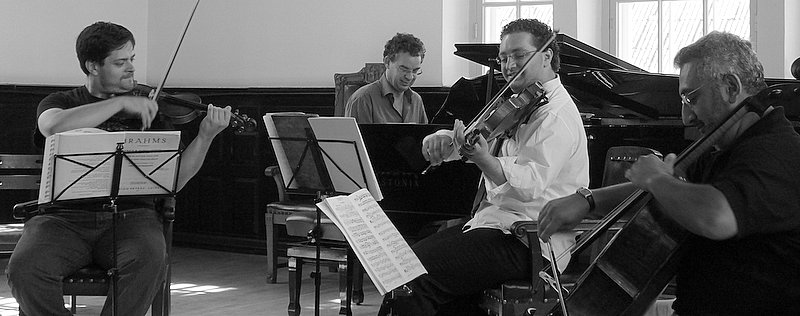
Het Zwaag Pianokwartet

Een pianokwartet is zowel een compositie in de kamermuziek als het muziekensemble dat deze muziek uitvoert. Het muziekensemble omvat de volgende instrumenten: viool, altviool, cello en piano.
Het pianokwartet is in eerste instantie een uitbreiding van het pianotrio. Het muziekgenre van het pianokwartet kwam pas in de achttiende eeuw goed tot leven. Johann Schobert en Johann Christian Bach schreven al enige werken voor deze bezetting. Wolfgang Amadeus Mozart componeerde de eerste volwaardige pianokwartetten (KV 478 en 493), meteen ook hoogtepunten in dit muziekgenre. Enkele vroege pianoconcerten van zijn hand bestaan ook in arrangementen voor pianokwartet.  Vele componisten van klassieke muziek schreven een pianokwartet, zoals Ludwig van Beethoven, Johann Nepomuk Hummel, Franz Schubert, Carl Maria von Weber en Robert Schumann. Sommige componisten schreven meer dan één pianokwartet, bijvoorbeeld Felix Mendelssohn Bartholdy, Johannes Brahms, Antonín Dvořák en Gabriel Fauré. Van Gustav Mahler bleef een eendelig pianokwartet bewaard. In de 20e eeuw schreven zeer uiteenlopende componisten een pianokwartet, zoals Max Reger, Josef Suk, Charles Villiers Stanford, George Enescu, Darius Milhaud, Anton Webern en Aaron Copland.

## Overzicht pianokwartetten
- William Alwyn
  - Rapsodie voor pianokwartet (1973)
- Henk Badings
  - Pianokwartet 1973
- Béla Bartók
  - Pianokwartet opus 20 (1898)
- Arnold Bax
  - Pianokwartet (1922)
- Ludwig van Beethoven
  - Pianokwartet Opus 16 (arrangement van het pianokwintet voor piano en blazers)
  - Pianokwartet Opus 55 arr. 3e symfonie 'Eroica' door Ferdinand Ries
  - Pianokwartet WoO 36, No. 1 in Es-groot
  - Pianokwartet WoO 36, No. 2 in D-groot
  - Pianokwartet WoO 36, No. 3 in C-groot
- Charles-Auguste de Bériot
  - Pianokwartet in a-klein opus 50
- Émile Bernard (componist)
  - Pianokwartet in c-klein opus 50
- Arthur Bliss
  - Pianokwartet (1915)
- Léon Boëllmann
  - Pianokwartet in f-klein opus 10
- William Bolcom
  - Pianokwartet (1976)
- Mélanie Bonis
  - Pianokwartet in Bes-groot Opus 69
  - Pianokwartet in D-groot Opus 124
- Aleksander Borodin
  - Polowetzer Dansen voor pianokwartet
- Johannes Brahms
  - Pianokwartet in G -klein Opus 25 (1859)
  - Pianokwartet in A-groot Opus 26 (1862)
  - Pianokwartet in C -klein Opus 60 (1875)
- Frank Bridge
  - Pianokwartet in c mineur H.15 (1902)
  - Fantasie pianokwartet in fis-klein H. 94 (1910)
- Alexis de Castillon
  - Pianokwartet in g-klein opus 7 (1869)
- Ernest Chausson
  - Pianokwartet in A-groot opus 30 (1897)
- Aaron Copland
  - Pianokwartet (1950)
- Ernő Dohnányi
  - Pianokwartet in fis-klein, niet gepubliceerd, (1894)
- Franco Donatoni
  - ”Ronda” (1984)
- Thomas Dunhill
  - Pianokwartet in b-klein opus 16 (1903)
- Jan Ladislav Dussek
  - Pianokwartet in Es Opus 56 (1804)
- Antonín Dvorák
  - Pianokwartet in D Opus 23, B. 53 (1875)
  - Pianokwartet in Es Opus 87, B. 162 (1889)
- Jean Frédéric Edelmann
  - Pianokwartet in Es-groot opus 9 nr. 1 (1781)
  - Pianokwartet in c-klein opus 9 nr. 2 (1781)
  - Pianokwartet in g-klein opus 9 nr. 3 (1781)
  - Pianokwartet in D-groot opus 9 nr. 4 (1781)
- George Enescu
  - Pianokwartet Opus 16 (1909)
  - Pianokwartet Opus 30 (1943/44)
- Manuel De Falla
  - Pianokwartet deel 2 & 3 (1899)
- Gabriel Fauré
  - Pianokwartet in C -klein Opus 15 (1876/79, Finale rev. 1883)
  - Pianokwartet in G -klein Opus 45 (1885/86)
- Zdeněk Fibich
  - Pianokwartet in e-klein opous 11 (1874)
- Richard Franck
  - Pianokwartet in A-groot opus 33
  - Pianokwartet in E-groot opus 41
- Gunnar de Frumerie
  - Pianokwartet opus 23 (1941)
  - Pianokwartet opus 57 (1963)
- Robert Fuchs
  - Pianokwartet in g-klein opus 15
  - Pianokwartet in b-klein opus 75
- Hermann Goetz
  - Pianokwartet in E-groot opus 6
- Heinrich von Herzogenberg
  - Pianokwartet in e-klein opus 75 (1892) (opgedragen aan Brahms)
  - Pianokwartet in B-groot opus 95 (1897) (opgedragen aan Brahms)
- Alfred Hill
  - Berceuse (1896) arr. piano en strijkers
  - The Sacred Mountain (1932)
  - Valse Triste (1914)
- Joseph Holbrook
  - Pianokwartet opus 21 (1905)
  - Pianokwartet opus 31, 'Byron' (1902)
- Herbert Howells
  - Pianokwartet in a-klein opus 21
- Johann Nepomuk Hummel
  - Pianokwartet in G (1839) — 2 delen
- William Yeates Hurlstone
  - Pianokwartet in e-klein (1898)
  - Pianokwartet in e-klein opus 43
- Vincent d'Indy
  - Pianokwartet in a-klein Opus 7 (1878–88)
- Gordon Jacob
  - Pianokwartet 1971
- Salomon Jadassohn
  - Pianokwartet in c-klein opus 77
- Gustav Jenner
  - Pianokwartet in F-groot
  - Pianokwartet in g-klein
  - Pianokwartet in G-groot
  - Pianokwartet in F-groot
  - Pianokwartet in Es-groot
- Paul Juon
  - Pianokwartet in d-klein opus 37 "Rhapsody" (1907)
  - Pianokwartet opus 50 (1912)
- Jan Václav Kalivoda
  - Concertvariaties voor pianokwartet op. 129 (uitgegeven ± 1844)
- Giya Kancheli
  - ‘In l’istesso tempo’ voor pianokwartet
- Nigel Keay
  - Pianokwartet (1986)
- Friedrich Kiel
  - Pianokwartet in a klein opus 43
  - Pianokwartet in E groot opus 44
  - Pianokwartet in G groot opus 50
- Zoltán Kodály
  - Adagio voor Pianokwartet (1905)
- Herman Koppel
  - Pianokwartet opus 114
- Friedrich Kuhlau
  - Pianokwartet No. 1 Opus 32 (1820)
  - Pianokwartet No. 2 Opus 50 (1822)
  - Pianokwartet No. 3 Opus 108 (1833)
- Vincenz Lachner
  - Pianokwartet in g-klein Opus 10
- Guillaume Lekeu
  - Pianokwartet (1894) (niet afgemaakt)
- Kenneth Leighton
  - Pianokwartet ‘Contrasts and Variants’
- Alexander Mackenzie
  - Pianokwartet in Es-groot
- Gustav Mahler
  - Pianokwartet in a-klein (1876/78) 1e deel & Scherzo-achtig fragment in g-klein
- Heinrich Marschner
  - Pianokwartet No. 1 in Bes-groot Opus 36 (1827)
  - Pianokwartet No. 2 in G-groot Opus 158 (1853)
- Bohuslav Martinu
  - Pianokwartet H. 287 (1942)
- Felix Mendelssohn Bartholdy
  - Pianokwartet No. 1 Op 1 (1822)
  - Pianokwartet No. 2 Op 2 (1823)
  - Pianokwartet No. 3 Op 3 (1825)
- Darius Milhaud
  - ’Le Bal Martiniquais’ voor pianokwartet opus. 249
  - Suite ‘Paris’ voor pianokwartet opus 284
  - Pianokwartet Opus 417 (1966)
- Wolfgang Amadeus Mozart
  - Pianokwartet in G -klein K478 (1785)
  - Pianokwartet in Es-groot K493 (1786)
- Zygmunt Noskowsky
  - Pianokwartet in d-klein opus 8 (1880)
- Vítězslav Novák
  - Pianokwartet in c-klein opus 7 (1894)
- Charles Hubert Parry
  - Pianokwartet in A (1879)
- Louis Ferdinand van Pruisen
  - Andante met Variaties in Bes-groot voor pianokwartet (1806)
  - Pianokwartet in Es-groot opus 5 (1806)
  - Pianokwartet in f-klein opus 6 (1806)
- Roger Quilter
  - ‘Gipsy Life’ voor pianokwartet
- Max Reger
  - Pianokwartet No. 1 in d-klein opus 113
  - Pianokwartet No. 2 in a-klein Opus 133
- Carl Reinecke
  - Pianokwartet No. 1 in Es Opus 34 (1853)
  - Pianokwartet No. 2 in D Opus 272 (1905)
- Joseph Rheinberger
  - Pianokwartet in Es Opus 38 (1870)
- Ferdinand Ries
  - Pianokwartet No. 1 Opus 13
  - Pianokwartet No. 2 Opus 17
  - Pianokwartet No. 3 Opus 129
- Bernhard Romberg
  - Pianokwartet opus 22
- Anton Rubinstein
  - Pianokwartet in C Opus 66 (1864)
- Camille Saint-Saëns
  - Pianokwartet in Es-groot (1853)
  - Pianokwartet in Bes-groot Opus 41 (1875)
- Xaver Scharwenka
  - Pianokwartet in F-groot Opus 37
- Florent Schmitt
  - ‘Hasards: petit concert en quatre parties’ voor pianokwartet
- Franz Schubert
  - Adagio en Rondo Concertante in F D487 (1816)
- Robert Schumann
  - Pianokwartet in Es-groot Opus 47 (1842)
- Cyril Scott
  - Pianokwartet in E -klein Opus 16 (1900)
- Ernst Seyffard
  - Pianokwartet in c-klein Opus 10
- Jaroslav Siwinski
  - Pianokwartet (1998)
- Charles Villiers Stanford
  - Pianokwartet No. 2 Opus 133 (1912)
- Richard Strauss
  - Pianokwartet in c-klein Opus 13 (1883/84)
- Josef Suk
  - Pianokwartet in a-klein Opus 1 (1891)
- Sergey Taneyev
  - Pianokwartet in E-groot Opus 20 (1906)
- Donald Francis Tovey
  - Pianokwartet in e-klein Opus 12 (1900)
- George Tsontakis
  - Pianokwartet nr. 1  ‘Bagatelles’ (1997)
  - Pianokwartet nr. 2 (1998)
  - Pianokwartet nr. 3 (2005)
- Eduard Tubin
  - Pianokwartet in cis-klein
- Joaquín Turina
  - pianokwartet in a-klein Opus 67 (1931)
- George Joseph Vogler
  - pianokwartet in Es-groot
  - pianokwartet in Es-groot
- William Walton
  - Pianokwartet in d-klein (1918–21, rev. 1975)
- Carl Maria von Weber
  - Pianokwartet in Bes Opus 76 (1809)
- Anton Webern
  - Kwartet voor klarinet, tenorsaxofoon, piano en viool Opus 22 (1930)
- Charles–Marie Widor
  - Pianokwartet in a-klein opus 66 (1891)
- Alexander von Zemlinsky
  - Pianokwartet in D-groot (1893)